# Robin Lane Fox
Robin Lane Fox (n. 1946) é um historiador e académico inglês, que exerce o cargo de professor titular na Universidade de Oxford, do domínio da História Antiga. É pai da criadora do site lastminute.com, Martha Lane Fox.
Estudou no elitista colégio de Eton e também no Magdalen College da Universidade de Oxford.
Lane Fox ensina literatura grega e romana, bem como história da Grécia e de Roma, e história dos começos do Islão.
Foi o assessor histórico do filme Alexander, de Oliver Stone, no qual também participou como ator fazendo o papel de hetairoi na Batalha de Gaugamela. É citado como extra-figurante nos créditos do filme com as palavras Introducing Robin Lane Fox (apresentando Robin Lane Fox).
Robin Lane Fox também escreve colunas sobre jardinagem para o jornal de economia Financial Times.

## Obras
Escreveu numerosos livros e artigos, incluindo:
- Alexander the Great (Alexandre Magno, biografia mais vendida do rei macedónio)
- Pagans and Christians (Pagãos e Cristãos)
- The Unauthorized Version: Truth and Fiction in the Bible (A versão não autorizada: verdade e ficção na Bíblia)
- The Classical World: An Epic History from Homer to Hadrian (O mundo clássico: uma história épica desde Homero até Adriano).